# Zupčići
Zupčići (en cyrillique : Зупчићи) est un village de Bosnie-Herzégovine. Il est situé dans la municipalité de Goražde, dans le canton du Podrinje bosnien et dans la fédération de Bosnie-et-Herzégovine. Selon les premiers résultats du recensement bosnien de 2013, il compte 399 habitants.

## Géographie
Zupčići est situé sur les bords de la Drina.

## Histoire
Sur le territoire du village se trouve le site archéologique de Lug dont les découvertes remontent au Néolithique ; le site est inscrit sur la liste des monuments nationaux de Bosnie-Herzégovine.

## Démographie

### Évolution historique de la population
| 1948 | 1953 | 1961 | 1971 | 1981 | 1991 | 2013 |
| ---- | ---- | ---- | ---- | ---- | ---- | ---- |
| -    | -    | 484  | 695  | 735  | 792  | 399  |

|  |

### Communauté locale
En 1991, la communauté locale de Zupčići comptait 953 habitants, répartis de la manière suivante :